# Next PH
next PH株式会社（ネクストピーエイチ）は、東京都中野区に本社を置く、調剤薬局の運営を行っている企業。ファーマライズホールディングスの100%子会社。経営破綻した寛一商店が手掛けていた調剤薬局事業を譲受する目的で設立された。

## 概要
京都市に本社を置き、「なぎさ薬局」などの名称で調剤薬局を運営していた寛一商店株式会社が、大手ドラッグストアや大手調剤薬局チェーンとの競争激化や、M&Aを実施したことによる借入金の返済が滞るなどで業績が悪化。2024年に入ってからは出資企業からも融資を受けられない状況に陥ったために資金繰りがさらに悪化し、寛一商店などグループ9社は2024年7月26日に東京地方裁判所に会社更生法適用を申請し、同年8月31日に会社更生手続開始決定を受けた。
会社更生スポンサーには、ファーマライズホールディングスが選定された。寛一商店とファーマライズホールディングスは2024年9月24日、寛一商店グループが手掛けている調剤薬局事業を同年12月1日付でファーマライズホールディングスへ譲渡する契約を締結した。
ファーマライズホールディングスによる再生スキームは、当初はファーマライズや北海道ファーマライズなどのグループ企業が事業を譲受するとしていたが、2024年10月10日に設立したnext PH株式会社に同年12月2日付で吸収分割により譲受する方法となった。next PHの本社はファーマライズホールディングスと同じ中野区に置かれる他、社長もファーマライズの社長が兼務する。
ファーマライズホールディングスは2024年12月1日付で寛一商店グループが手掛けている調剤薬局事業を譲受し、翌12月2日付で寛一商店グループが手掛けていた調剤薬局事業をnext PHに吸収分割により承継させた。next PHが寛一商店グループから譲受した調剤薬局は、グループ会社であるファーマライズが手掛けているファーマライズ薬局またはトリム薬局に店舗名が変更された。

## 沿革
- 2024年
  - 10月10日 - 設立。
  - 12月2日 - 寛一商店グループから調剤薬局事業並びに54店舗を譲受。

## 店舗
詳細はnext PH株式会社 運営店舗を参照。